# Dwars door Vlaanderen 2018
La Dwars door Vlaanderen 2018, settantatreesima edizione della corsa, valida come decima prova dell'UCI World Tour 2018 categoria 1.UWT, si svolse il 28 marzo 2018 su un percorso di 180 km, con partenza da Roeselare ed arrivo a Waregem. La vittoria fu appannaggio del belga Yves Lampaert, che terminò la gara in 4h09'40" alla media di 43,258 km/h, precedendo l'olandese Mike Teunissen e il connazionale Sep Vanmarcke.
Al traguardo di Waregem furono 116 i ciclisti, dei 174 partiti da Roeselare, che portarono a termine la competizione.

## Squadre e corridori partecipanti
| N.      | Cod. | Squadra                        |
| ------- | ---- | ------------------------------ |
| 1-7     | QST  | Quick-Step Floors              |
| 11-17   | BMC  | BMC Racing Team                |
| 21-27   | ALM  | AG2R La Mondiale               |
| 31-37   | LTS  | Lotto Soudal                   |
| 41-47   | TFS  | Trek-Segafredo                 |
| 51-57   | MOV  | Movistar Team                  |
| 61-67   | EFD  | Team EF Education First-Drapac |
| 71-77   | AST  | Astana Pro Team                |
| 81-87   | SUN  | Team Sunweb                    |
| 91-97   | SKY  | Team Sky                       |
| 101-107 | UAD  | UAE Team Emirates              |
| 111-117 | TBM  | Bahrain-Merida                 |
| 121-127 | TKA  | Team Katusha Alpecin           |

| N.      | Cod. | Squadra                      |
| ------- | ---- | ---------------------------- |
| 131-137 | DDD  | Team Dimension Data          |
| 141-147 | TLJ  | Team Lotto NL-Jumbo          |
| 151-157 | BOH  | Bora-Hansgrohe               |
| 161-167 | MTS  | Mitchelton-Scott             |
| 171-177 | VWC  | Vérandas Willems-Crelan      |
| 181-187 | WGG  | Wanty-Groupe Gobert          |
| 191-197 | TDE  | Direct Énergie               |
| 201-207 | COF  | Cofidis, Solutions Crédits   |
| 201-207 | ABS  | Aqua Blue Sport              |
| 221-227 | SVB  | Sport Vlaanderen-Baloise     |
| 231-237 | WVA  | WB Aqua Protect Veranclassic |
| 241-247 | ICA  | Israel Cycling Academy       |

## Ordine d'arrivo (Top 10)
| Pos. | Corridore         | Squadra     | Tempo    |
| ---- | ----------------- | ----------- | -------- |
| 1    | Yves Lampaert     | Quick-Step  | 4h09'40" |
| 2    | Mike Teunissen    | Sunweb      | a 2"     |
| 3    | Sep Vanmarcke     | Educ. First | s.t.     |
| 4    | E. Boasson Hagen  | Dimension   | s.t.     |
| 5    | Mads Pedersen     | Trek        | s.t.     |
| 6    | Zdeněk Štybar     | Quick-Step  | a 29"    |
| 7    | Tiesj Benoot      | Lotto       | a 30"    |
| 8    | Greg Van Avermaet | BMC         | a 59"    |
| 9    | Niki Terpstra     | Quick-Step  | s.t.     |
| 10   | Jasper Stuyven    | Trek        | s.t.     |